# Kapitalismen - En kærlighedshistorie
Kapitalismen – En kærlighedshistorie  (originaltitel: Capitalism: A Love Story) er en amerikansk dokumentarfilm fra 2009, der er instrueret af Michael Moore. Filmen handler om Finanskrisen 2007-2009.